# Gameleiras
Gameleiras est une municipalité brésilienne de l'État du Minas Gerais et la microrégion de Janaúba.